# Saanen
Saanen é uma comuna da Suíça, no Cantão Berna, com cerca de 7.611 habitantes. Estende-se por uma área de 120,06 km², de densidade populacional de 63 hab/km². Confina com as seguintes comunas: Boltigen, Charmey (FR), Château-d'Oex (VD), Gsteig bei Gstaad, Jaun (FR), Lauenen, Lenk im Simmental, Rougemont (VD), Sankt Stephan, Zweisimmen.
A língua oficial nesta comuna é o Alemão.